# 1818
```
1818 (MDCCCXVIII)
 a fost un an obișnuit al 
calendarului gregorian
, care a început într-o zi de 
joi
.
```

## Evenimente

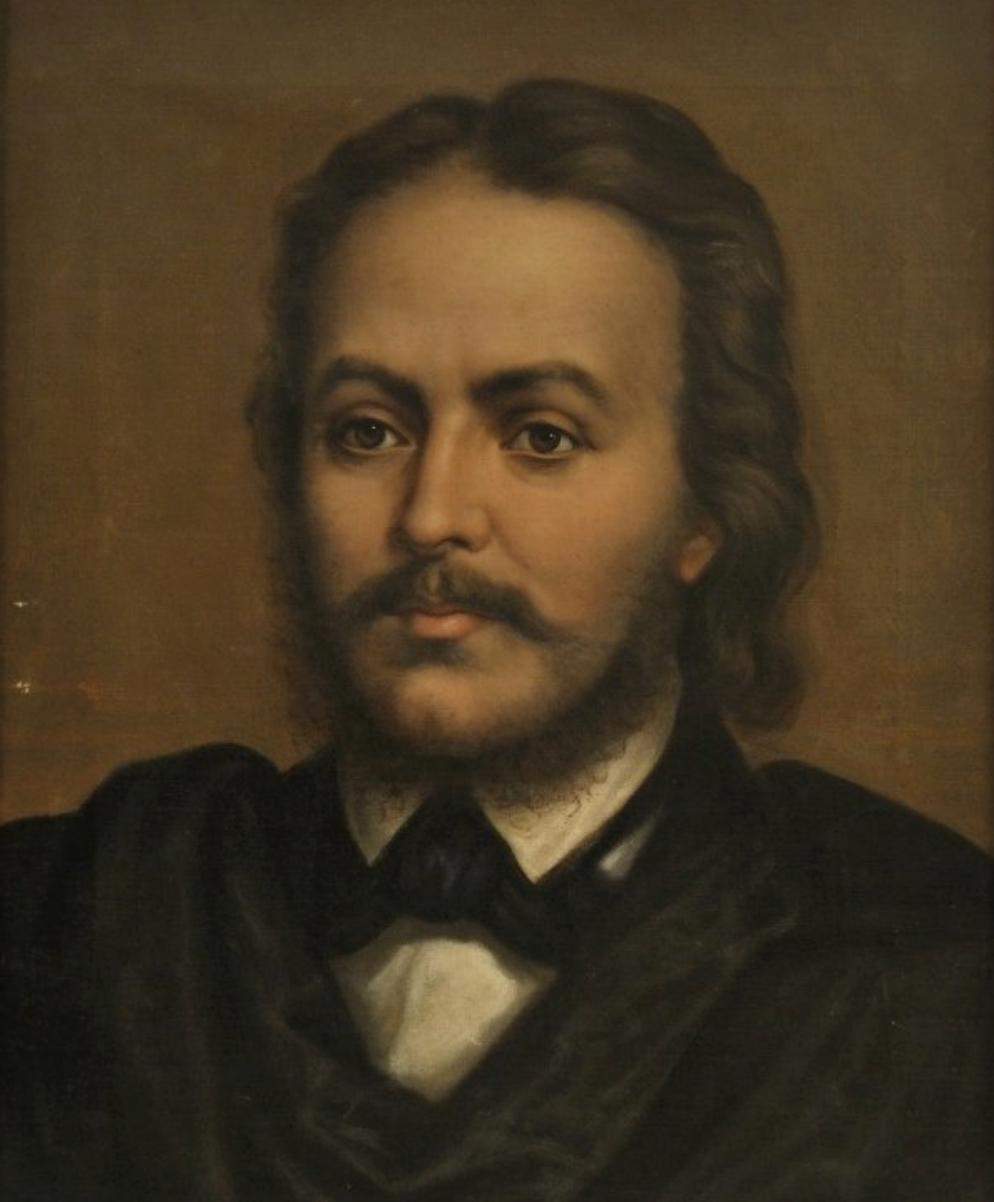
Gheorge Lazăr înființează prima școală cu predare în limba română la București.

### Februarie
- 12 februarie: Chile își câștigă independența față de Spania.

### Martie
- 22 martie: Paștele catolic cade în cea mai devreme dată posibilă; următoarea dată când Paștele va cădea pe această dată: 2285.

### Mai
- 11 mai: Carol al XIV-lea este încoronat rege al Suediei. La 7 septembrie va fi încoronat și rege al Norvegiei.

### Nedatate
- noiembrie: Alexandru (Alecu) Suțu domn al Țării Românești (până în ianuarie 1821). A 3-a domnie.
- Învățatul ardelean Gheorghe Lazăr deschide la București Școala academicească de științe filosoficești și matematicești, în limba română.

## Arte, știință, literatură și filozofie
- Chimistul francez Louis Thénard descoperă apa oxigenată.
- Lord Byron publică Don Juan.
- Scriitoarea engleză Mary Shelley publică romanul Frankenstein.

## Nașteri
- 8 aprilie: Regele Christian IX al Danemarcei (d. 1906)
- 29 aprilie: Țarul Alexandru II al Rusiei (d. 1881)
- 5 mai: Karl Marx, filosof german (d. 1883)
- 17 iunie: Charles Gounod, compozitor german (d. 1893)
- 24 iunie: Ion Ionescu de la Brad (n. Ion Isăcescu), revoluționar pașoptist român, întemeietorul științei agricole românești, membru de onoare al Academiei Române (d. 1891)
- 1 iulie: Ignaz Semmelweis (n. Semmelweis Ignác Fülöp), medic maghiar, supranumit "salvatorul mamelor" (d. 1865)
- 18 iulie: Victor Place, diplomat și arheolog francez (d. 1875)
- 30 iulie: Emily Brontë, scriitoare engleză (d. 1848)
- 14 august: François d'Orléans, prinț de Joinville, fiul regelui Ludovic-Filip al Franței (d. 1900)
- 1 octombrie: Gheorghe Tattarescu, pictor român (d. 1894)
- 9 noiembrie: Ivan Turgheniev, romancier, poet și dramaturg rus (d. 1883)
- 27 noiembrie: Aron Pumnul, cărturar și revoluționar român (d. 1866)
- 24 decembrie: James Prescott Joule, fizician englez (d. 1889)

## Decese
- 5 februarie: Carol al XIII-lea al Suediei, 69 ani, rege al Suediei (n. 1748)
- 16 aprilie: Nikolaus von Krufft, 39 ani, compozitor și pianist austriac (n. 1779)
- 17 mai: Tadataka Inō, 73 ani, cartograf japonez (n. 1745)
- 20 iunie: Hedwig Elizabeth Charlotte de Holstein-Gottorp (n. Hedwig Elisabeth Charlotta von Schleswig-Holstein-Gottorf), 59 ani, soția regelui Carol al XIII-lea al Suediei (n. 1759)
- 17 noiembrie: Charlotte de Mecklenburg-Strelitz (n. Sophia Charlotte), 74 ani, soția regelui George al III-lea al Regatului Unit (n. 1744)
- 25 decembrie: Catherine-Dominique de Pérignon, 64 ani, mareșal francez (n. 1754)